# Fijnmechanica
De fijnmechanica is een bedrijfstak die zich bezighoudt met de bouw van precisiemachines, waarin meet- en controlemechanismen van allerlei aard zijn ingebouwd.
Fijnmechanica is een subdiscipline van de elektrotechniek, elektronica, machinebouw en optica. De fijnmechanica houdt zich bezig met het ontwerpen en maken van machines en instrumenten die uitzonderlijk kleine toleranties vereisen.
Een belangrijk kenmerk van de fijnmechanica zijn herhaalbaarheid en stabiliteit in de tijd.
De fijnmechanica kent toepassingen in machines, micro-elektromechanische systemen, nano-elektromechanische systemen, opto-elektronische ontwerpen en vele andere gebieden.